# Heliconius elsa
Heliconius elsa är en fjärilsart som beskrevs av Riffarth 1899. Heliconius elsa ingår i släktet Heliconius och familjen praktfjärilar. Inga underarter finns listade i Catalogue of Life.